# Ровен Бланчард
Ровен Бланчард (англ. Rowan Blanchard; нар. 14 жовтня 2001, Лос-Анджелес, Каліфорнія) — американська актриса та фотомодель. Відома за роль Райлі Метьюз в сіткомі Disney Channel «Дівчина пізнає світ».

## Біографія
Бланчард народилася в Лос-Анджелесі, штат Каліфорнія, у подружжя Елізабет і Марк Бланчард-Боулболи, які є інструкторами йоги. Її дід за батьківською лінією був іммігрантом з країн Близького Сходу, предки її бабусі по батьківській лінії — з північної Європи. Ровен має двох молодших брата і сестру, Кармен і Шейна. Має найкращу подругу Рейган Джейн. Сім'я Бланчард у тісних стосунках з родиною Матуро (батьки її колеги, Оггі).
Бланчард почала зніматися в 5-річному віці. У 2010 році Ровен обрана на роль, як дочка Мони в романтичній комедії «Запасний план». У 2011 році її обрали на роль Ребекки Вілсон у фільмі «Діти шпигунів 4D» і в «Мало спільного» як Ракель Пачеко. Наприкінці січня 2013 року Бланчард обрали для ролі Райлі Метьюз в серіалі Disney Channel «Дівчина пізнає світ».
У 2015 році Ровен відкрилась світу не тільки як майстерна акторка, а і як віддана фемінізму особа.[виправити стиль]

## Фільмографія

### Фільми
| Рік  |    | Українська назва | Оригінальна назва                   | Роль           |
| ---- | -- | ---------------- | ----------------------------------- | -------------- |
| 2010 | ф  | Запасний план    | The Back-up Plan                    | дочка Мони     |
| 2011 | ф  | Мало спільного   | Little in Common                    | Ракель Пачеко  |
| 2011 | ф  | Діти шпигунів 4D | Spy Kids: All the Time in the World | Ребекка Вілсон |
| 2016 | кф |                  | The Realest Real                    | Пейдж          |
| 2018 | ф  | Складки часу     | A Wrinkle in Time                   | Вероніка Кілі  |
| 2019 | ф  | Інший світ       | A World Away                        | Джессіка       |
| 2022 | ф  | Краш             | Crush                               | Пейдж Еванс    |

### Телебачення
| Рік       |    | Українська назва    | Оригінальна назва     | Роль                                            |
| --------- | -- | ------------------- | --------------------- | ----------------------------------------------- |
| 2010      | с  | Танцюючий робот     | Dance-a-Lot Robot     | Кейтлін                                         |
| 2014—2017 | с  | Дівчина пізнає світ | Girl Meets World      | Райлі Метьюз                                    |
| 2015      | с  | Подруги будь-коли   | Best Friends Whenever | Райлі Метьюз                                    |
| 2015      | тф | Невидима сестра     | Invisible Sister      | Клео                                            |
| 2017—2018 | с  | Ґолдберги           | The Goldbergs         | Джекі Ґірі                                      |
| 2018      | мс | Нео Йокіо           | Neo Yokio             | Бергдорф Чан / продавчиня 3 / дівчинка-підліток |
| 2018—2019 | с  | Розлучені разом     | Splitting Up Together | Чайна                                           |
| 2020—2024 | с  | Крізь сніг          | Snowpiercer           | Александра Кавілл                               |
| 2023      | с  | Покерфейс           | Poker Face            | Лілі Алберн                                     |